# Nonfiction (浜崎あゆみの曲)
「Nonfiction」（ノンフィクション）は、浜崎あゆみの楽曲。2022年4月22日に配信限定シングルとしてリリースされた。

## 背景
前作『23rd Monster』から約1年ぶりのリリースであり、2022年第一弾となる新曲。
本曲は「現代を生きる全ての人に問いかける強烈なリリックで、R&Bグルーヴを内包した新境地のトラックで魅せるダンスチューン」となっており、ミュージック・ビデオではピンク一色の空間と、ホテルのプレジデンシャルスイートを再現した空間で浜崎がパフォーマンスしている。本作について浜崎は、自身のInstagramにて「近年稀に見る超豪華大作に仕上がりました」と述べている。

## プロモーション・テレビ歌唱
リリースに先駆け、同年4月6日に行われたデビュー24周年を記念して、ぴあアリーナMMにて行われたスペシャル・ライブ『ayumi hamasaki ASIA TOUR 〜24th Anniversary special@PIA ARENA MM〜』において、いち早く初歌唱・披露された。このライブ本編終了後に本作の詳細や、同ライヴの映像作品（DVD・Blu-ray）を7月に発売されること、今秋に6年ぶりのフルアルバムをリリースする旨が併せてサプライズ発表された。
4月30日、新宿二丁目に突如ゲリラ訪問を即行し、本楽曲に合わせて「踊ってみた動画」の撮影を行った。なお、事前告知などは一切せず極秘で行われた。
本曲はリリース後、複数の主要音楽配信サイトやストリーミング配信において上位にランクインをしてるほか、「踊ってみた動画」(後述) がSNSにおいて多数投稿されるなど、浜崎にとって近年の楽曲の中では、最も注目を浴びた一つとされている。
前シングル同様、リリースから5か月後の9月11日に放送されたフジテレビ系列スペシャル特番『FNSラフ&ミュージック2022〜歌と笑いの祭典〜』内において、テレビ初披露された。
同年12月28日に放送された日本テレビ系列の年末特番『発表!今年イチバン聴いた歌～年間ミュージックアワード2022～』内において、本曲と本年カラオケで最も歌唱された「BLUE BIRD」の2曲を披露。なお、日本テレビの音楽番組に出演するのは2010年の『ベストアーティスト 2010』以来およそ12年ぶりでもあり、年末の大型音楽特番での出演は『ミュージックステーションスーパーライブ』以来となった。また、立て続けに地上波でのメディアへ出演するのは2013年以来となる。

## チャート成績
初週3,665ダウンロードでオリコン週間デジタルシングル（単曲）ランキング12位を獲得。デイリーでは『オヒアの木』、『Dreamed a Dream』に続き通算3曲目の1位獲得となった。
動画サイトYouTubeで本曲のMVを公開し、配信から2週間で100万再生を突破した。2023年10月現在、220万回再生を突破した。
本人が投稿したInstagramの「踊ってみた動画」が2023年10月6日時点で、499万回再生を突破した。

## 収録曲
1. Nonfiction [3:48]
words : ayumi hamasaki / composition : Hisashi Koyama / arrangement : tasuku

## 収録アルバム
- 『Remember you』(同曲のリミックスバージョン「Nonfiction (Yohanne Simon remix)」も収録)

## 収録ライブ映像
- 『ayumi hamasaki ASIA TOUR 〜24th Anniversary special@PIA ARENA MM〜』
- 『ayumi hamasaki COUNTDOWN LIVE 2022-2023 A ～Remember you～』(ayumi hamasaki 25th Anniversary LIVE)